# Dansk EL-Forbund
Dansk El-Forbund (DEF) er et dansk fagforbund, der organiserer faglærte elektrikere. Forbundet dækker desuden et bredt spektrum af fagområder inden for el - for eksempel områder inden for energi, installation, kommunikation, sikring, alarm og processtyring.
Det arbejder for at forbedre elektrikernes løn- og arbejdsvilkår og varetager medlemmernes interesser på arbejdsmarkedet, bl.a. gennem indgåelse af overenskomster med arbejdsgiverorganisationerne. Traditionelt har forbundet udelukkende organiseret stærkstrømselektrikere, men i takt med opblødningen af faggrænserne er flere grupper kommet til.
Dansk El-Forbunds hovedkontor er placeret på Nyropsgade 14, København V.
DEF har 11 lokale afdelinger over hele landet.[kilde mangler]
Dansk El-Forbund udgiver fagbladet Elektrikeren otte gange årligt.[kilde mangler]
Benny Yssing er forbundsformand.

## Historie
Forbundet blev grundlagt i 1904 og var medlem af LO.
I 2001 var Dansk El-Forbund og Dansk Metal nær ved at indgå fusion.
I september 2018 havde DEF 27.748 medlemmer.
Siden 2019 er DEF medlem af FH.